# Thiên Vương (quân chủ)

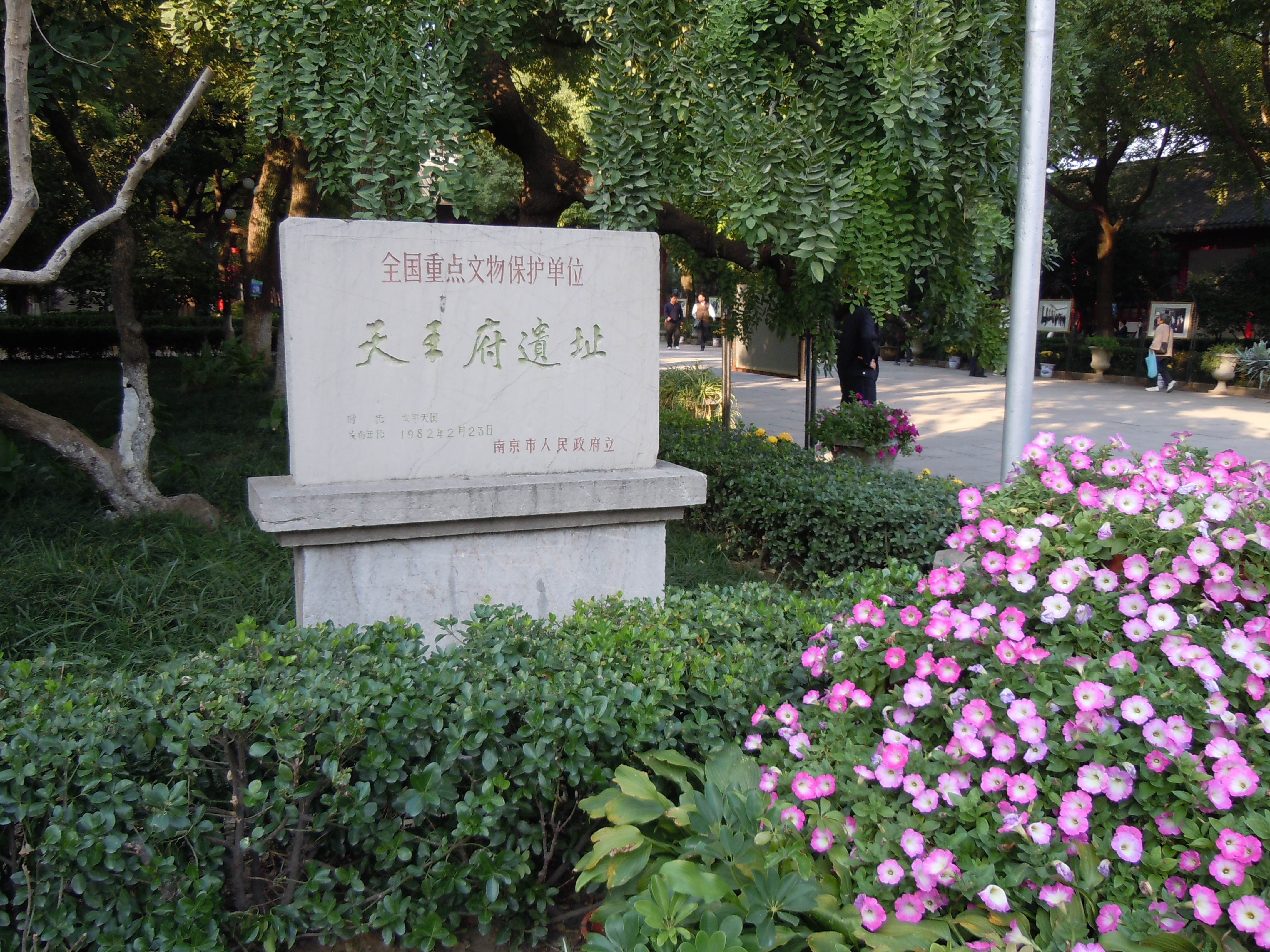
Dấu ấn lịch sử tại Dinh tổng thống Nam Kinh nhắc đến chữ "Thiên Vương" trong lời tựa (天王府遗址 (Thiên Vương phủ di chỉ))

Thiên vương (tiếng Trung: 天王; bính âm: Tiān Wáng; Wade–Giles: Tien1-wang2) là tước hiêu của Trung Quốc dành cho các vị thần và nhà lãnh đạo thần thánh trong suốt lịch sử, cũng như một dạng thay thế của thuật ngữ Thiên tử, ám chỉ đến hoàng đế . Thuật ngữ này gần đây nhất dược dùng để làm tước hiệu của vua Thái Bình Thiên quốc, nhưng cũng được sử dụng trong bối cảnh tôn giáo (đặc biệt là Phật giáo).

## Trong lịch sử

### Thời Xuân Thu
Trong thời Xuân Thu, thuật ngữ Thiên vương ở một mức độ nào đó được dùng để chỉ các vị vua của các quốc gia Trung Quốc khác nhau vào thời đó. Trên trang thứ hai của dòng viết đầu tiên của kinh Xuân Thu, thuật ngữ Thiên vương' được sử dụng đề mô tả về việc vua nước Lổ đã giúp chi trả chi phí tang lễ cho con trai của một công tước đã chết như thế nào:
| 秋，七月，天王使宰咺來歸惠公仲子之賵。 | Vào mùa thu, trong tháng thứ 7, Thiên vương đã rơi lệ và ban cho một khoản đóng góp vào chi phí đám tang của con trai Chung công. |
| —Dòng 7, Quyển 1 của kinh Xuân Thu     | |

Việc sử dụng từ Thiên vương trong văn bản này tương tự như thuật ngữ Thiên tử. Việc sử dụng thuật ngữ này phản ánh ý tưởng rằng vua nước Lỗ không trực tiếp nắm quyền theo ý muốn của trời (như cách Hồng Tú Toàn sử dụng thuật ngữ này), mà thay vào đó, vua nước Lỗ có thiên tướng nhờ sự tôn trọng các lực lượng thần thánh .

### Thời Ngũ Hồ thập lục quốc
Vào thời Ngũ Hồ thập lục quốc, thuật ngữ Thiên vương thường được dùng để chỉ người đứng đầu của các nhà nước ở Trung Quốc vào thời này. Một số ví dụ đáng chú ý về các vị vua sử dụng thuật ngữ này bao gồm:
- Hán Triệu: Lưu Uyên, một thành viên của quý tộc Hung Nô xưng là Thiên vương sau khi trở thành hoàng đế vào năm 304. Tuy nhiên, một tuần sau khi ông qua đời, con trai ông bị lật đổ và Lưu Thông lên thay, lại bỏ không dùng tước hiệu này [4].
- Hậu Triệu: Thạch Lặc xưng là Thiên vương vào năm 330, trong khi con nuôi ông là Thạch Hổ xưng là Đại Triệu Thiên vương (tiếng Trung: 攝政天王; bính âm: shèzhèng tiānwáng) vào năm 334 [5].
- Nhiễm Ngụy: Nhiễm Mẫn xưng là Vũ Điệu Thiên vương của nước Nhiễm Ngụy do ông lập ra vào năm 350 [6].
- Tiền Tần: Phù Kiên, hoàng đế thứ ba của Tiền Tần xưng là Thiên vương trong suốt thời gian ông cai trị, còn vợ ông cũng được phong làm "Thiên hậu".[7].
- Trạch Ngụy: Trạch Liêu, vua sáng lập của Trạch Ngụy, dùng tước hiệu Thiên vương. Con trai ông Trạch Chiêu cũng xưng là Thiên vương cho đến khi đất nước sụp đổ.
- Hậu Lương: Lã Quang xưng là Thiên vương khi thành lập nhà nước Hậu Lương vào năm 396. Con trai ông Lã Thiệu cũng dùng tước hiệu này trong khoảng thời gian cai trị ngắn ngủi trong năm 400, cũng như được dùng bởi Lã Toản, con trưởng của Lã Quang và là người cướp ngội cho đến năm 401 [8].
- Hậu Tần: Năm 416, Diêu Hưng xưng là Thiên vương khi lên nắm quyền. Cha ông là Diêu Trường không dùng tước hiệu này [9].
- Hậu Yên: Mộ Dung Thịnh xưng là Thiên vương khi trở thành vua thứ tư của nước này [10].
- Bắc Yên: Cao Vân, Phùng Bạt và Phùng Hoằng đều xưng là Thiên vương trong suốt thời gian họ làm vua Bắc Yên [11].
- Hách Liên Bột Bột trước khi làm Hoàng đế từng xưng mình là Đại Hạ thiên vương

### ThờiNam Bắc triều
- Công Tôn Quý Tân nổi dậy chống lại triều đình Đông Ngụy tự xưng là Thiên vương
- Vũ Văn Giác cũng từng tự xưng là Đại Chu thiên vương
- Bắc Tề Ấu Chủ Cao Hằng sau khi thiện nhượng Nhiệm Thành Vương Cao Giai đã tự xưng mình là Thủ Quốc thiên vương

### Thời kỳNgũ Đại Thập Quốc
- Trương Thừa Phụng của Quy Nghĩa quân tự xưng mình là Thiên Vương, quốc hiệu Tây Hán Đôn Hoàng

### Nhà Nam Tống
Vào thời Nam Tống, danh hiệu Thiên vương được sử dụng bởi Dương Ma (giản thể: 杨幺; phồn thể: 楊幺; bính âm: Yáng Yāo), một thủ lĩnh nổi dậy chống lại chính quyền nhà Tống ở Hồ Nam. Sự nghiệp của Dương Ma với tư cách là một nhà lãnh đạo chống lại triều đình bắt đầu trong cuộc nổi dậy của Triệu Hướng vào năm 1130, khi ông phục vụ như một người lính nông dân dưới sự lãnh đạo của Triệu Hướng. Dương Ma đã giúp chiếm khu vực hồ Động Đình ở tỉnh Hồ Nam ngày nay cùng với khoảng 80.000 binh sĩ khác trước khi quân Tống đến. Sau bốn cuộc tấn công liên tiếp của nhà Tống chống lại các lực lượng khởi nghĩa vào năm 1132, Dương Ma được bổ nhiệm làm thủ lĩnh của quân nổi dậy trong khi cựu lãnh đạo Triệu Hướng vẫn giữ quyền lực với một vai trò nhỏ hơn. Là thủ lĩnh của quân nổi dậy, Dương Ma tự xưng là "Đại Thánh Thiên vương" (giản thể: 大圣天王; phồn thể: 大聖天王; bính âm: dàshèng tiānwáng), Tuy nhiên, nhiệm kỳ của Dương Ma với tư cách là Đại Thánh Thiên vương rất ngắn ngủi, chỉ kéo dài ba năm. Sau cuộc tấn công lần thứ bảy của nhà Tống vào năm 1135, hệ thống phòng thủ của quân nổi dậy xung quanh hồ Động Đình đã bị phá vỡ, dẫn đến sự hủy diệt "vương quốc" của Dương Ma và cái chết của chính ông .

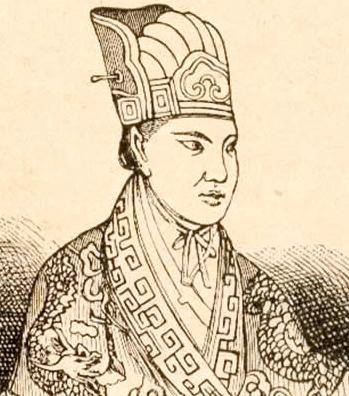
Hồng Tú Toàn, Thiên vương đầu tiên của Thái Bình Thiên quốc

### Thái bình Thiên quốc
Lần sử dụng gần đây nhất trong lịch sử, cũng như được biết đến nhiều nhất trong việc sử dụng danh hiệu Thiên vương là từ thời cai trị của Hồng Tú Toàn trong thời Thái Bình Thiên Quốc. Không giống như những nhà lãnh đạo trước như trong thời Ngũ Hồ thập lục quốc, lý do đằng sau việc tự xưng là "vua trời" là khá khác nhau. Nguồn gốc của Thái Bình Thiên Quốc bắt nguồn sâu xa từ chủ nghĩa bán dân tộc và lòng nhiệt thành tôn giáo, bằng việc Hồng Tú Toàn nói rằng ông đã nhận lệnh trực tiếp từ Chúa trời để trở thành vua. Lý do đằng sau việc trở thành vua này đã dẫn đến việc Hồng Tú Toàn tin rằng ông đã được chỉ định để trở thành thiên vương, tức là một vị vua được thiên đàng trực tiếp bổ nhiệm bên trong một thiên quốc .
Mặc dù danh hiệu Thiên vương trong phạm vi Thái bình Thiên quốc được truyền lại cho con trai của Hồng Tú Toàn là Hồng Thiên Quý Phúc sau khi ông qua đời; Hồng Thiên Quý Phúc bị xử tử ngay sau khi trở thành vua khi còn là một thiếu niên, đánh dấu chấm dứt việc sử dụng tước hiệu trong phạm vi của Thái Bình Thiên quốc .

## Dùng trong tôn giáo
Thuật ngữ Thiên vương còn được sử dụng cho tới ngày nay trong phạm vi hạn chế của Phật giáo Trung Quốc, với ý nghĩa tôn giáo nhiều hơn so với hầu hết việc sử dụng của nó như một tước hiệu. Một ví dụ về việc sử dụng khái nghiệm này là Tứ đại thiên vương. Tứ đại thiên vương là bốn vị thần Phật giáo, mỗi vị đại diện cho một phương hướng. Bốn vị này là Đa Văn thiên vương (tiếng Trung: 多闻天王; bính âm: Duōwén Tiānwáng), Tăng Trưởng thiên vương (tiếng Trung: 增長天王; bính âm: Zēngcháng Tiānwáng), Trì Quốc thiên vương (tiếng Trung: 持国天王; bính âm: Chíguó Tiānwáng) và Quảng Mục thiên vương (tiếng Trung: 广目天王; bính âm: Guǎngmù Tiānwáng) .
| Guardian of the North, Vaiśravaṇa        |                                             |                                               |                                             |
| Thần trấn phương Bắc, Đa Văn thiên vương | Thần trấn phương Đông, Trì Quốc thiên vương | Thần trấn phương Nam, Tăng Trưởng thiên vương | Thần trấn phương Tây, Quảng Mục thiên vương |

## Ở các nước khác
Bên ngoài Trung Quốc, thuật ngữ Thiên vương đôi khi được sử dụng như một tước hiệu để chỉ một vị vua cai trị hoặc một thực thể thần thánh. Hai quốc gia đã làm điều này bao gồm Triều Tiên và Việt Nam, cả hai đều nằm trong vùng ảnh hưởng văn hóa của Trung Quốc, đặc biệt là về mặt lịch sử. Ở Triều Tiên, thuật ngữ này được dùng làm tước hiệu cho Hoàn Hùng, người sáng lập huyền thoại của Cổ Triều Tiên , trong khi ở Việt Nam, thuật ngữ này được dùng để chỉ anh hùng dân gian Thánh Gióng .